# Голивец, Андрей Николаевич
Андрей Николаевич Голивец (род. 27 февраля 1972 года в Кременчуге) — советский и украинский легкоатлет, мастер спорта Украины международного класса. Паралимпийский чемпион 2012 года в толкании ядра.
Занимается в секции лёгкой атлетики в Полтавском областном центре «Инваспорт».

## Биография
Толканием ядра Андрей Голивец начал заниматься в 14 лет: на стадион вагонзавода сына привел отец — мастер спорта. Его мать — кандидат в мастера спорта по лёгкой атлетике. По окончании школы Андрей поступил в ПТУ № 6, затем — в Харьковский педагогический институт, хотел стать учителем математики. Бронзовый призёр первенства СССР среди юниоров 1972—1973 гг. р. в толкании ядра в помещении (1991).
В 1997 году Голивец решил уйти из спорта. Причиной была травма кисти на Кубке Европы, нужно было время на восстановление; а также низкие премиальные, которых не хватало на жизнь. Вне спорта Голивец работал на двух работах: на базаре грузчиком — сахар выгружал и на КрАЗе сварщиком — собирал грузовики. Однажды, когда рабочие ставили кабину, она зажала ноги Голивцу. Он на руки упал и травмировал толчковую — отломал головку локтя. Голивец с детства плохо видел, а как начал сварочными работами заниматься, через 3—4 года настало ухудшение.
14 лет не тренировался. Встретил местного тренера Викторию Козлову, которая предложила ему вернуться в спорт и осенью 2011 года снова взялся за тренировки. В течение года совмещал две работы и тренировки. Вес Голивца на то время составлял 149 кг. Лишняя масса негативно повлияла на спортсмена: вернувшись в лёгкую атлетику, он сорвал спину, но восстановился относительно быстро. Потом получил международную квалификацию и готовился к выступлениям в статусе паралимпийца.
3 сентября состоялись соревнования по толканию ядра (в классе F12) на Паралимпийских играх в Лондоне. Голивец завоевал золото, побив рекорд Европы. Он толкнул снаряд на расстояние 16 м 25 см (лучший в Европе результат до этого был 15 м 86 см). За успешное выступление на Паралимпиаде получил почётный знак «За заслуги перед городом».
20 июля 2013 года в Лионе (Франция) на чемпионате мира IPC по лёгкой атлетике с результатом 15,52 метра стал чемпионом в толкании ядра в категории F12. Лучший свой результат показал в последней, шестой попытке, которая уже для турнирного расположения спортсменов значения не имела. Серебряная награда с результатом 14,68 м досталась россиянину Владимиру Андрющенко, а ещё один представитель России Сергей Шаталов стал третьим. Его результат — 14,10 м. Среди особенностей чемпионата — жёсткое покрытие в секторе для толкания ядра. Спортсмены тренировались на другом стадионе, где покрытие было значительно мягче, а также ядро было другой фирмы и отличалось в диаметре от ядра, которое пришлось толкать во время тренировочного процесса.
В 2014 году на чемпионате Европы в Суонси Андрей Голивец завоевал «бронзу» в секторе для толкания ядра с результатом 14 метров 48 сантиметров. Самой успешной оказалась четвёртая попытка, две заключительные финальные попытки кременчужанина (пятая и шестая), однако, оказались не засчитанными.